# Gomiščkovo zavetišče na Krnu
Gomíščkovo zavetíšče (2182 mnm) se nahaja pod vrhom Krna na njegovi južni strani.
Ob severnem vznožju Krna stoji tudi Planinski dom pri Krnskih jezerih (1385 m). Med najpogostejša izhodišča se uvrščajo Dom dr. Klementa Juga v Lepeni in Dom na planini Kuhinja nad Vrsnim.
Zavetišče, imenovano po graditelju Ervinu Gomiščku (1919–1950), je opremljeno s skupnim ležiščem (zmogljivost 42 oseb), zimsko sobo (6 oseb) in jedilnico (30 oseb). Zavetišče je stalno odprto.